# Afektivita
Afektivita je souhrn afektů, zejména individuálních zvláštností citových reakcí. V běžné praxi je tento pojem užíván také jako všeobecné označení pro souhrn citového života (emocí, citů, vášní atd.) u jedné konkrétní osoby. Dlouhodobé afektivní nastavení pak označujeme jako náladu.